# Calliopsis cincta
Calliopsis cincta är en biart som beskrevs av Cresson 1879. Calliopsis cincta ingår i släktet Calliopsis och familjen grävbin. Inga underarter finns listade.